# Eriopisella ruffoi
Eriopisella ruffoi is een vlokreeftensoort uit de familie van de Eriopisidae. De wetenschappelijke naam van de soort is voor het eerst geldig gepubliceerd in 1996 door Marti & Villora-Moreno.